# Residència de les Germanetes dels Pobres (Tortosa)
La Residència de les Germanetes dels Pobres és una residència d'ancians de l'ordre de les Germanetes dels Pobres a Tortosa (Baix Ebre). L'edifici és inclòs a l'Inventari del Patrimoni Arquitectònic de Catalunya.

## Descripció
És un conjunt d'edificis de caràcter religiós i profà, de planta rectangular irregular tant pel recinte en general com pel conjunt d'edificacions que l'integren. El recinte se situa al punt més alt del carrer Poeta Vicenç Garcia, i al costat esquerre de l'inici del carrer Barcelona, on ja comença el raval dels Caputxins -paral·lel a la via del tren-. Aquest està voltat per un mur que, tot circumscrivint la superfície interior, és on es combinen els espais omplerts per les diferents edificacions de caràcter escultòric (vegeu l'escultura de la mare fundadora de la congregació que s'aixeca a la banda esquerra de la façana principal de l'edifici major).
L'edifici per excel·lència és el que es troba enfront de la porta d'accés al recinte, i que presenta un cos central de planta rectangular, al mig, amb un cos afegit pel costat dret i diversos cossos més grans pel costat esquerre. La façana principal d'aquest edifici central té una organització perfectament simètrica (planta baixa i dos pisos), destacant el plafó de ceràmica policromada dedicat a Sant Miquel i que es troba al costat dret.

## Història
L'origen de l'enclavament de les Germanetes dels Pobres a Tortosa es remunta al 1875, quan la Sra. Dolors de Córdoba fa una sol·licitud a tal respecte. El seu objectiu al sol·licitar la presència de la Congregació a Tortosa està relacionat amb l'última voluntat del seu marit, que a la seva mort va deixar una propietat per la fundació d'un asil pels avis pobres. Cap al 1879, i amb bona predisposició de les autoritats eclesiàstiques i civils de Tortosa, es va decidir instal·lar la residència en un antic convent de Caputxins que no s'havia acabat de construir i havia estat utilitzat com a fàbrica. Es va llogar la meitat del recinte, però degut a la contínua arribada d'avis es va haver de comprar íntegrament tot el local. Cal destacar la importància de l'antic convent dels Caputxins a Tortosa, ja des de la seva arribada als voltants del 1605, i al llarg dels segles següents -XVIII i XIX- fins al segon quart del s. XIX, en que abandonen Tortosa degut als problemes originats arran de la desamortització. De fet el nom de raval dels Caputxins ve derivat del famós convent d'aquesta ordre.